# 川久保病院
川久保病院（かわくぼびょういん）は、盛岡医療生活協同組合が岩手県盛岡市津志田に設置する病院。

## 概要
救急告示病院。2018年度の1日平均外来患者数（歯科除く）は182人、入院数1,236人、退院数1,258人。
全日本民主医療機関連合会(民医連)に加盟している。

## 診療科
(この節の出典)
- 内科
- 小児科 (インターネット予約システムを導入)
- 整形外科
- 眼科
- リハビリテーション科
- 歯科
- 小児歯科
- 歯科口腔外科

## 医療機関の認定
(この節の出典)
- 保険医療機関
- 労災保険指定病院
- 生活保護法指定医療機関(中国残留邦人等の円滑な帰国の促進並びに永住帰国した中国残留邦人等及び特定配偶者の自立の支援に関する法律(平成6年法律第30号)に基づく指定医療機関を含む。)
- 結核指定医療機関
- 原子爆弾被害者医療指定医療機関
- 無料低額診療事業実施医療機関
- 在宅療養支援病院

## 差額ベッド代について
病院の理念により、差額ベッド料（個室料）を徴収していない。

## 交通アクセス
- 盛岡駅東口より、岩手県交通バス利用。
  - 5番のりばより｢407・412・414・420・425｣
  - 14番のりばより「507・508・510・513・514・602・604・618」

以上の系統を利用。｢川久保｣バス停下車。徒歩1分。

## 周辺
- 国道4号線
- 盛岡市福祉地域包括支援センター川久保
- 岩手県立盛岡第四高等学校